# Fredede fortidsminder i Ærø Kommune
Denne liste over fredede fortidsminder i Ærø Kommune viser alle fredede fortidsminder i Ærø Kommune. Listen bygger på data fra Kulturarvsstyrelsen.
| Stednavn           | Type                           | Datering                          | Seværdighed (Verdensarv, National, Lokal, Nej) | ID (Link til Kulturarv.dk) | Koordinater                                   | Billede     | Bemærkning |
| ------------------ | ------------------------------ | --------------------------------- | ---------------------------------------------- | -------------------------- | --------------------------------------------- | ----------- | ---------- |
| Aggershøj          | Dysse eller jættestue          | Stenalder (ca. -3950 til -2801)   | Nej                                            | 9741                       | 54°51′25″N 10°30′30″Ø / 54.85689°N 10.50833°Ø | Upload foto |            |
| Borret             | Borg/Voldsted                  | Historisk Tid (ca. 1067 til 1660) | Nej                                            | 136163                     | 54°52′58″N 10°22′51″Ø / 54.88273°N 10.38071°Ø | Upload foto |            |
| Borret             | Voldgrav                       | Historisk Tid (ca. 1067 til 2009) | Nej                                            | 136163                     | 54°52′58″N 10°22′51″Ø / 54.88273°N 10.38071°Ø | Upload foto |            |
| Brynkehøj          | Rundhøj                        | Stenalder (ca. -3950 til -2801)   | Nej                                            | 9815                       | 54°52′01″N 10°25′03″Ø / 54.86685°N 10.41758°Ø | Upload foto |            |
| Brynkehøj          | Dysse eller jættestue          | Stenalder (ca. -3950 til -2801)   | Nej                                            | 9815                       | 54°52′01″N 10°25′03″Ø / 54.86685°N 10.41758°Ø | Upload foto |            |
| Dungkjær           | Langhøj                        | Stenalder (ca. -3950 til -2801)   | Nej                                            | 9887                       | 54°49′22″N 10°25′24″Ø / 54.82267°N 10.42328°Ø | Upload foto |            |
| Dungkjær           | Dysse eller jættestue          | Stenalder (ca. -3950 til -2801)   | Nej                                            | 9887                       | 54°49′22″N 10°25′24″Ø / 54.82267°N 10.42328°Ø | Upload foto |            |
| Dungkjær           | Dysse eller jættestue          | Stenalder (ca. -3950 til -2801)   | Nej                                            | 9887                       | 54°49′22″N 10°25′24″Ø / 54.82267°N 10.42328°Ø | Upload foto |            |
| Dunkær By          | Vejkiste                       | Nyere tid (ca. 1661 til 2009)     | Nej                                            | 129304                     | 54°50′27″N 10°26′19″Ø / 54.84072°N 10.43857°Ø | Upload foto |            |
| Grønnemosehøj      | Rundhøj                        | Oldtid (ca. -3950 til -501)       | Nej                                            | 9928                       | 54°53′14″N 10°20′16″Ø / 54.88736°N 10.33765°Ø | Upload foto |            |
| Graasten Skanse    | Borg/Voldsted                  | Historisk Tid (ca. 1067 til 2009) | Nej                                            | 120984                     | 54°50′10″N 10°26′49″Ø / 54.83617°N 10.44701°Ø | Upload foto |            |
| Graasten Skanse    | Skanse                         | Nyere tid (ca. 1800 til 1848)     | Nej                                            | 120984                     | 54°50′10″N 10°26′49″Ø / 54.83617°N 10.44701°Ø | Upload foto |            |
| Gråstens nor       | Mindesmærke                    | Nyere tid (ca. 1856 til 1943)     | Nej                                            | 196530                     | 54°50′13″N 10°26′51″Ø / 54.83693°N 10.44745°Ø | Upload foto |            |
| Hellegaardene      | Langhøj                        | Stenalder (ca. -3950 til -2801)   | Nej                                            | 9895                       | 54°50′03″N 10°25′46″Ø / 54.83403°N 10.42957°Ø | Upload foto |            |
| Hellegaardene      | Dysse eller jættestue          | Stenalder (ca. -3950 til -2801)   | Nej                                            | 9895                       | 54°50′03″N 10°25′46″Ø / 54.83403°N 10.42957°Ø | Upload foto |            |
| Hellegaardene      | Dysse eller jættestue          | Stenalder (ca. -3950 til -2801)   | Nej                                            | 9895                       | 54°50′03″N 10°25′46″Ø / 54.83403°N 10.42957°Ø | Upload foto |            |
| Hellegaardene      | Dysse eller jættestue          | Stenalder (ca. -3950 til -2801)   | Nej                                            | 9895                       | 54°50′03″N 10°25′46″Ø / 54.83403°N 10.42957°Ø | Upload foto |            |
| Hellegaardene      | Langhøj                        | Stenalder (ca. -3950 til -2801)   | Nej                                            | 9896                       | 54°50′03″N 10°25′49″Ø / 54.83407°N 10.43021°Ø | Upload foto |            |
| Hellegaardene      | Dysse eller jættestue          | Stenalder (ca. -3950 til -2801)   | Nej                                            | 9896                       | 54°50′03″N 10°25′49″Ø / 54.83407°N 10.43021°Ø | Upload foto |            |
| Hellegaardene      | Dysse eller jættestue          | Stenalder (ca. -3950 til -2801)   | Nej                                            | 9896                       | 54°50′03″N 10°25′49″Ø / 54.83407°N 10.43021°Ø | Upload foto |            |
| Kragnæs            | Rundhøj                        | Stenalder (ca. -3950 til -2801)   | Nej                                            | 9745                       | 54°52′10″N 10°27′18″Ø / 54.86938°N 10.45496°Ø | Upload foto |            |
| Kragnæs            | Dysse eller jættestue          | Stenalder (ca. -3950 til -2801)   | Nej                                            | 9745                       | 54°52′10″N 10°27′18″Ø / 54.86938°N 10.45496°Ø | Upload foto |            |
| Kragnæs            | Rundhøj                        | Stenalder (ca. -3950 til -2801)   | Nej                                            | 9759                       | 54°51′54″N 10°27′41″Ø / 54.86504°N 10.46152°Ø | Upload foto |            |
| Kragnæs            | Dysse eller jættestue          | Stenalder (ca. -3950 til -2801)   | Nej                                            | 9759                       | 54°51′54″N 10°27′41″Ø / 54.86504°N 10.46152°Ø | Upload foto |            |
| Kragnæs            | Grube (uspecificeret funktion) | Stenalder (ca. -3950 til -2801)   | Nej                                            | 9759                       | 54°51′54″N 10°27′41″Ø / 54.86504°N 10.46152°Ø | Upload foto |            |
| Kragnæs            | Kogegrube                      | Bronzealder (ca. -1100 til -501)  | Nej                                            | 9759                       | 54°51′54″N 10°27′41″Ø / 54.86504°N 10.46152°Ø | Upload foto |            |
| Langedyss          | Langhøj                        | Stenalder (ca. -3950 til -2801)   | Nej                                            | 9791                       | 54°52′22″N 10°24′48″Ø / 54.87265°N 10.41328°Ø | Upload foto |            |
| Langedyss          | Dysse eller jættestue          | Stenalder (ca. -3950 til -2801)   | Nej                                            | 9791                       | 54°52′22″N 10°24′48″Ø / 54.87265°N 10.41328°Ø | Upload foto |            |
| Langedyss          | Stenrække                      | Stenalder (ca. -3950 til -2801)   | Nej                                            | 9791                       | 54°52′22″N 10°24′48″Ø / 54.87265°N 10.41328°Ø | Upload foto |            |
| Ommels Hoved       | Rundhøj                        | Stenalder (ca. -3950 til -2801)   | Nej                                            | 9727                       | 54°53′31″N 10°27′25″Ø / 54.89200°N 10.45694°Ø | Upload foto |            |
| Ommels Hoved       | Dysse eller jættestue          | Stenalder (ca. -3950 til -2801)   | Nej                                            | 9727                       | 54°53′31″N 10°27′25″Ø / 54.89200°N 10.45694°Ø | Upload foto |            |
| St. Rise           | Langhøj                        | Stenalder (ca. -3950 til -2801)   | Nej                                            | 9869                       | 54°50′10″N 10°22′57″Ø / 54.83601°N 10.38263°Ø | Upload foto |            |
| St. Rise           | Dysse eller jættestue          | Stenalder (ca. -3950 til -2801)   | Nej                                            | 9869                       | 54°50′10″N 10°22′57″Ø / 54.83601°N 10.38263°Ø | Upload foto |            |
| St. Rise           | Langhøj                        | Stenalder (ca. -3950 til -2801)   | Nej                                            | 9874                       | 54°49′50″N 10°24′16″Ø / 54.83065°N 10.40455°Ø | Upload foto |            |
| St. Rise           | Dysse eller jættestue          | Stenalder (ca. -3950 til -2801)   | Nej                                            | 9874                       | 54°49′50″N 10°24′16″Ø / 54.83065°N 10.40455°Ø | Upload foto |            |
| Søby               | Langhøj                        | Stenalder (ca. -3950 til -2801)   | Nej                                            | 9916                       | 54°55′58″N 10°15′03″Ø / 54.93271°N 10.25084°Ø | Upload foto |            |
| Søby               | Dysse eller jættestue          | Stenalder (ca. -3950 til -2801)   | Nej                                            | 9916                       | 54°55′58″N 10°15′03″Ø / 54.93271°N 10.25084°Ø | Upload foto |            |
| Søby Volde         | Borg/Voldsted                  | Middelalder (ca. 1067 til 1299)   | Nej                                            | 113772                     | 54°55′09″N 10°16′56″Ø / 54.91914°N 10.28232°Ø | Upload foto |            |
| Søbygård voldsted  | Borg/Voldsted                  | Middelalder (ca. 1067 til 1535)   | Nej                                            | 188459                     | 54°55′11″N 10°16′56″Ø / 54.91976°N 10.28235°Ø | Upload foto |            |
| Søbygaard Voldsted | Borg/Voldsted                  | Middelalder (ca. 1067 til 1299)   | Nej                                            | 113784                     | 54°55′14″N 10°16′52″Ø / 54.92044°N 10.28117°Ø | Upload foto |            |
| Tingstedet         | Langhøj                        | Stenalder (ca. -3950 til -2801)   | Nej                                            | 9836                       | 54°51′19″N 10°23′51″Ø / 54.85531°N 10.39761°Ø | Upload foto |            |
| Tingstedet         | Dysse eller jættestue          | Stenalder (ca. -3950 til -2801)   | Nej                                            | 9836                       | 54°51′19″N 10°23′51″Ø / 54.85531°N 10.39761°Ø | Upload foto |            |
| Tingstedet         | Dysse eller jættestue          | Stenalder (ca. -3950 til -2801)   | Nej                                            | 9836                       | 54°51′19″N 10°23′51″Ø / 54.85531°N 10.39761°Ø | Upload foto |            |
| Tingstedet         | Rundhøj                        | Bronzealder (ca. -1700 til -501)  | Nej                                            | 9836                       | 54°51′19″N 10°23′51″Ø / 54.85531°N 10.39761°Ø | Upload foto |            |
| Tingstedet         | Dysse eller jættestue          | Stenalder (ca. -3950 til -2801)   | Nej                                            | 9836                       | 54°51′19″N 10°23′51″Ø / 54.85531°N 10.39761°Ø | Upload foto |            |